# Ambientierung
Das Prinzip der Ambientierung geht auf den Kunsthändler Siegfried Bing zurück. Es handelt sich um eine Methode der Ausstellungsarchitektur, die eine Wohnumgebung simuliert. Das Prinzip basiert darauf, dass Ausstellungsgegenstände nicht nach technischen Gruppen geordnet werden, sondern nach der Ordnung des Gesamtkunstwerks. Der natürliche lebendige Zusammenhang der Dinge soll klar erkennbar sein, und jeder Gegenstand sollte an einem solchen Platz vorgeführt werden, wie er uns seinem wirklichen Zweck gemäß angemessen erscheint.
Zum ersten Mal konnte man das Prinzip der Ambientierung auf der Pariser Weltausstellung 1900 in der Realität ansehen. Dort hatte Bing seinen eigenen Pavillon L’art Nouveau mit sechs Modellzimmern.
Der Jurist und Kunstkritiker Justus Brinckmann übernahm dieses Prinzip dann für das Museum für Kunst und Gewerbe Hamburg. Im Modell des Pariser Zimmers vereinigte er Objekte verschiedener Gattungen, um die Einheit der Kunst begreifbar zu machen. Die Bestrebung ist es, Zimmereinrichtungen in Form und Ton so harmonisch wie möglich zu gestalten. Dies wird als revolutionäre Museumsidee von vielen bewundert.

„Wollen wir aber den Rahmen nicht leer, sondern mit einem Bilde, letzteres nicht unvermittelt, sondern oberhalb eines dazu passenden Möbels aufgehängt haben, so muss auch die Wand angemessen geschmückt, der Fussboden mit Teppichen belegt, kurz die ganze Umgebung dem Gesamtzweck untergeordnet werden.“